# Tadzhikia mistshenkoi
Tadzhikia mistshenkoi är en insektsart som beskrevs av Stolyarov 1968. Tadzhikia mistshenkoi ingår i släktet Tadzhikia och familjen vårtbitare. Inga underarter finns listade i Catalogue of Life.